# Aragosaure
L'aragosaure (Aragosaurus, 'llangardaix d'Aragó') és un gènere de dinosaure sauròpode que va viure al Cretaci inferior en allò que actualment és la província de Terol, a l'Aragó, Espanya.
L'aragosaure era un gran dinosaure herbívor quadrúpede, que va viure entre fa 130 i fa 120 milions d'anys, a l'Hauterivià-Barremià. Feia uns 18 metres de longitud i pesava uns 28.000 kg.
Com altres sauròpodes, tenia un coll llarg, una cua llarga i forta, un cap petit i un cos corpulent. Era similar al camarasaure. Està representat per un fòssil parcial trobat a Espanya i anomenat per Sanz, Buscalioni, Casanovi i Santafe l'any 1987. L'espècie tipus és A. ischiaticus. Com el camarasaure, l'aragosaure probablement tenia un crani curt i compacte i un coll moderadament llarg. Les dents eren llargues i amples, i podrien haver sigut útils per a llescar fulles i branques d'altes coníferes. Les extremitats anteriors eren només una mica més curtes que les posteriors, i la cua era llarga i musculosa.